# Grzegorz Dobrowolski
Grzegorz Jacek Dobrowolski – polski prawnik, sędzia, nauczyciel akademicki, doktor habilitowany nauk prawnych, profesor nadzwyczajny na Wydziale Prawa i Administracji Uniwersytetu Śląskiego, także magister historii, specjalista w zakresie prawa geologicznego i górniczego, prawa ochrony środowiska i prawa administracyjnego.

## Życiorys
W 1999 na Wydziale Prawa i Administracji UŚl na podstawie napisanej pod kierunkiem Aleksandra Lipińskiego rozprawy pt. Administracyjno-prawne instrumenty ochrony powietrza przed zanieczyszczeniem uzyskał stopień naukowy doktora nauk prawnych w zakresie prawa, specjalność: prawo ochrony środowiska. W 2012 na podstawie dorobku naukowego oraz rozprawy pt. Decyzja o środowiskowych uwarunkowaniach Rada Wydziału Prawa i Administracji UŚl nadała mu stopień naukowy doktora habilitowanego nauk prawnych, specjalność: prawo ochrony środowiska, prawo administracyjne. Został profesorem nadzwyczajnym na tym wydziale w Katedrze Katedra Prawa Górniczego i Ochrony Środowiska. Był adiunktem w Instytucie Administracji Wydziału Nauk Społecznych Akademii im. Jana Długosza w Częstochowie i w Katedrze Administracji i Politologii Wyższej Szkoły Ekonomii i Administracji w Bytomiu.
W 2014 został sędzią Wojewódzkiego Sądu Administracyjnego w Gliwicach.